# Euclides da Cunha (tiểu vùng)
Euclides da Cunha là một tiểu vùng thuộc bang Bahia, Brasil. Tiều vùng này có diện tích 19506 km², dân số năm 2007 là 293526 người.